# Сборная Непала по футболу
Сбо́рная Непа́ла по футбо́лу — команда, которая представляет Непал на футбольных матчах и чемпионатах. Контролируется Всенепальской футбольной ассоциацией. Является одной из слабейших сборных планеты. Наивысшего успеха сборная добилась в 1993 году, завоевав бронзовые медали в розыгрыше кубка федерации Южной Азии по футболу. Проводит свои домашние матчи на стадионе «Дасаратх Рангасала».

## Чемпионат мира
- 1930 — 1982 — не участвовала
- 1986 — не прошла квалификацию
- 1990 — не прошла квалификацию
- 1994 — не участвовала
- 1998 — не прошла квалификацию
- 2002 — не прошла квалификацию
- 2006 — отозвала заявку на участие
- 2010 — 2026 — не прошла квалификацию

## Кубок Азии
- 1956 — 1980 — не участвовала
- 1984 — не прошла квалификацию
- 1988 — не прошла квалификацию
- 1992 — не участвовала
- 1996 — 2004 — не прошла квалификацию
- 2007 — не участвовала
- 2011 — 2023 — не прошла квалификацию

## Азиатский Кубок Вызова
- 2006 — полуфинал
- 2008 — групповой этап

## Кубок федерации Южной Азии по футболу
- 1993 — третье место [2]
- 1995 — полуфинал
- 1997 — первый раунд
- 1999 — четвёртое место
- с 2003 по 2005 — первый раунд
- 2008 — групповой раунд

## Тренеры
| Тренер                        | С             | До            |
| ----------------------------- | ------------- | ------------- |
| Томас Флат                    | 2008          | 2008          |
| Бират Кришна Шреста           | Июль 2008     | Март 2009     |
| Югамбер Суваль                | Март 2009     | Октябрь 2009  |
| Кришна Тхапа, Махесвор Мульми | Октябрь 2009  | Январь 2011   |
| Грэм Робертс                  | Январь 2011   | Март 2012     |
| Джек Стефановски              | Январь 2013   | сентябрь 2015 |
| Патрик Оссемс                 | сентябрь 2015 | январь 2016   |
| Бал Гопал Махарджан (и.о.)    | Январь 2016   | Январь 2016   |
| Кодзи Гётоку                  | март 2016     | август 2018   |
| Бал Гопал Махарджан (и.о.)    | Август 2018   | Декабрь 2018  |
| Йохан Калин                   | январь 2019   | ноябрь 2020   |
| Бал Гопал Махарджан (и.о.)    | Октябрь 2020  | Декабрь 2020  |
| Бал Гопал Махарджан           | Декабрь 2020  | Апрель 2021   |
| Абдулла Альмутайри            | Апрель 2021   | Июнь 2022     |
| Прадип Хумагаин (и.о.)        | Август 2022   | Сентябрь 2022 |
| Прабеш Катувал (и.о.)         | Ноябрь 2022   | Феврарь 2023  |
| Винченцо Аннезе               | Март 2023     |               |

## Футбольная форма

### Домашняя
| 1981 | 1989 | 1993 · Южноазиатские игры 1993 | 1993 · Золотой кубок Южной Азии 1993 | 1994 · Азиатские игры 1994 | 1995–1996 · Золотой кубок Южной Азии 1995 | 1995 · Южноазиатские игры 1995 | 1997 · Отбор на чемпионат мира 1998 | 1998 · Азиатские игры 1998 | 1999 · Отбор на ОИ-2000 |

| 1999 · Золотой Кубок Южной Азии 1999 | 1999–2002 · Южноазиатские игры 1999 | 2003 · Золотой Кубок Южной Азии 2003 | 2003 · Отбор на Кубок Азии 2004 | 2004–2005 · Чемпионат Южной Азии 2005 | 2006 · Кубок вызова АФК 2006 | 2008 · Кубок вызова АФК 2008 | 2009 · Чемпионат Южной Азии 2009 | 2011–2012 · Чемпионат Южной Азии 2011 и Кубок вызова АФК 2012 | 2013–2014 · Чемпионат Южной Азии 2013 |

### Гостевая
| 1984 · Южноазиатские игры 1984 | 1993 · Южноазиатские игры 1993 | 1993 · Золотой кубок Южной Азии 1993 | 1997 · Отбор на чемпионат мира 1998 | 1999 · Отбор на ОИ-2000 | 1999–2000 · Южноазиатские игры 1999 | 2003 · Отбор на Кубок Азии 2004 |

| 2004–2005 · Чемпионат Южной Азии 2005 | 2006 · Кубок вызова АФК 2006 | 2007 · Отбор на ЧМ-2010 | 2008 · Кубок вызова АФК 2008 | 2009 · Чемпионат Южной Азии 2009 | 2011–2012 · Чемпионат Южной Азии 2011 и Кубок вызова АФК 2012 | 2013–2014 · Чемпионат Южной Азии 2013 |